# Carl Ernst Heinrich Schmidt
Carl Ernst Heinrich Schmidt (ur. 13 czerwca 1822 w Mitawie, zm. 27 lutego 1894 w Dorpacie) – niemiecki chemik.
Ukończył studia na Uniwersytecie w Gießen w 1844 roku. Jego nauczycielem był Justus von Liebig. W 1850 został powołany na katedrę chemii Uniwersytetu w Dorpacie. Był członkiem korespondentem Petersburskiej Akademii Nauk.
Schmidt określił typy krystalizacji takich związków jak kwas moczowy, kwas szczawiowy, kwas moczowy, cholesterol, stearyna i inne. Badał budowę mikroskopową włókien mięśniowych i chityny. Badał chemiczne podstawy procesów metabolicznych. Odkrył obecność kwasu solnego w soku żołądkowym i badał jego reakcje z pepsyną. Zajmował się badaniami żółci i soku trzustkowego. Pisał prace poświęcone zmianom chemicznym we krwi w przebiegu cholery, dyzenterii, cukrzycy i zatrucia arszenikiem.

## Wybrane prace
- Charakteristik der epidemischen Cholera gegenüber verwandten Transsudationsanomalieen : eine physiologisch-chemische Untersuchung : mit 4 graphischen Darstellungen des Ganges der Cholera und der gleichzeitigen Witterungsverhältnisse in Riga, Mitau / Leipzig ; Mitau : Reyher, 1850
- Chemische Untersuchung der Schwarzerden der Gouvernements Ufa und Ssamara / von Carl Schmidt. Dorpat : [s.n.], 1881 (Dorpat : H. Laakmann)